# Попов Рінад Олександрович
Рінад Олександрович Попов (нар. 1947) — радянський державний діяч, секретар ЦК КП Узбекистану. Народний депутат Узбецької РСР. Кандидат економічних наук, доктор економічних наук, професор. Академік Російської академії суспільних наук.

## Життєпис
Закінчив Краснодарський політехнічний інститут, здобув спеціальність інженера-будівельника.
З 1969 року — майстер управління будівництва в Бурятській АРСР.
Потім перебував на відповідальній комсомольській роботі.
Член КПРС з 1972 року.
Закінчив Ростовську вищу партійну школу.
У 1973—1987 роках — 1-й секретар Анапського міського комітету КПРС Краснодарського краю; завідувач економічного відділу Краснодарського крайового комітету КПРС; інструктор відділу ЦК КПРС.
Закінчив Академію суспільних наук і соціального управління при ЦК Комуністичної парії Болгарії.
З 1987 по жовтень 1989 року — 2-й секретар Ташкентського обласного комітету КП Узбекистану.
30 вересня 1989 — 12 березня 1991 року — секретар ЦК КП Узбекистану.
У 1991 році виїхав із Узбекистану.
Потім — завідувач кафедри технології, організації, економіки будівництва та управління нерухомістю Інституту будівництва та транспортної інфраструктури Кубанського державного технологічного університету. У 2007—2011 роках очолював Краснодарську філію Фінансового університету.